# Тагсдорф
Тагсдо́рф (фр. Tagsdorf) — коммуна на северо-востоке Франции в регионе Гранд-Эст (бывший Эльзас — Шампань — Арденны — Лотарингия), департамент Верхний Рейн, округ Альткирш, кантон Альткирш.
Площадь коммуны — 2,5 км², население — 323 человека (2006) с тенденцией к снижению: 307 человек (2012), плотность населения — 122,8 чел/км².

## Население
Численность населения коммуны в 2011 году составляла 315 человек, а в 2012 году — 307 человек.
| 1962 | 1968 | 1975 | 1982 | 1990 | 1999 | 2006 | 2007 | 2008 | 2011 | 2012 |
| ---- | ---- | ---- | ---- | ---- | ---- | ---- | ---- | ---- | ---- | ---- |
| 194  | 211  | 201  | 202  | 262  | 312  | 323  | 325  | 326  | 315  | 307  |

Динамика населения:

## Экономика
В 2010 году из 209 человек трудоспособного возраста (от 15 до 64 лет) 163 были экономически активными, 46 — неактивными (показатель активности 78,0 %, в 1999 году — 72,6 %). Из 163 активных трудоспособных жителей работали 150 человек (81 мужчина и 69 женщин), 13 числились безработными (7 мужчин и 6 женщин). Среди 46 трудоспособных неактивных граждан 22 были учениками либо студентами, 15 — пенсионерами, а ещё 9 — были неактивны в силу других причин.
На протяжении 2011 года в коммуне числилось 115 облагаемых налогом домохозяйств, в которых проживало 314 человек. При этом медиана доходов составила 25023 евро на одного налогоплательщика.

## Достопримечательности (фотогалерея)

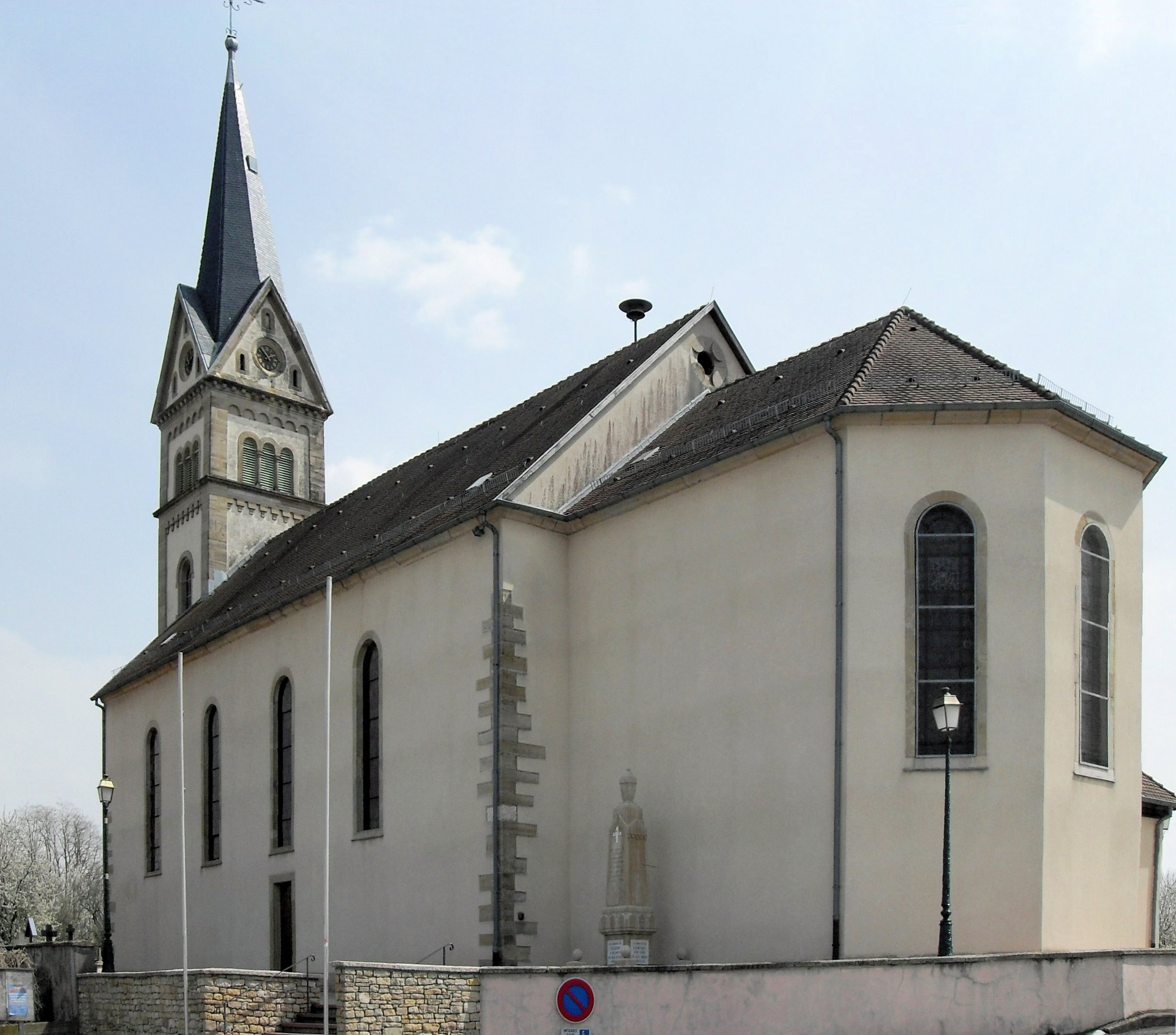
Церковь
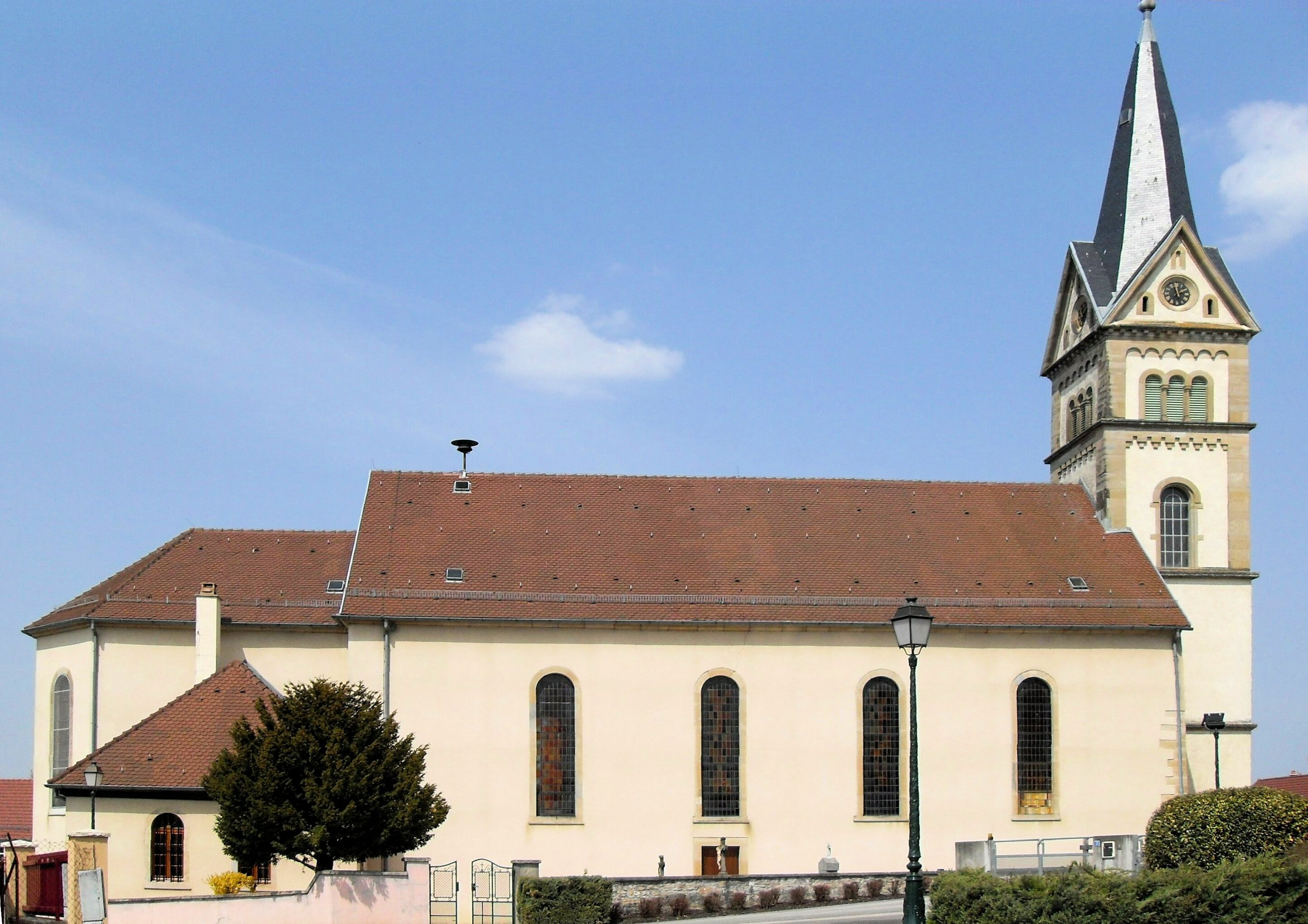
Колокольня
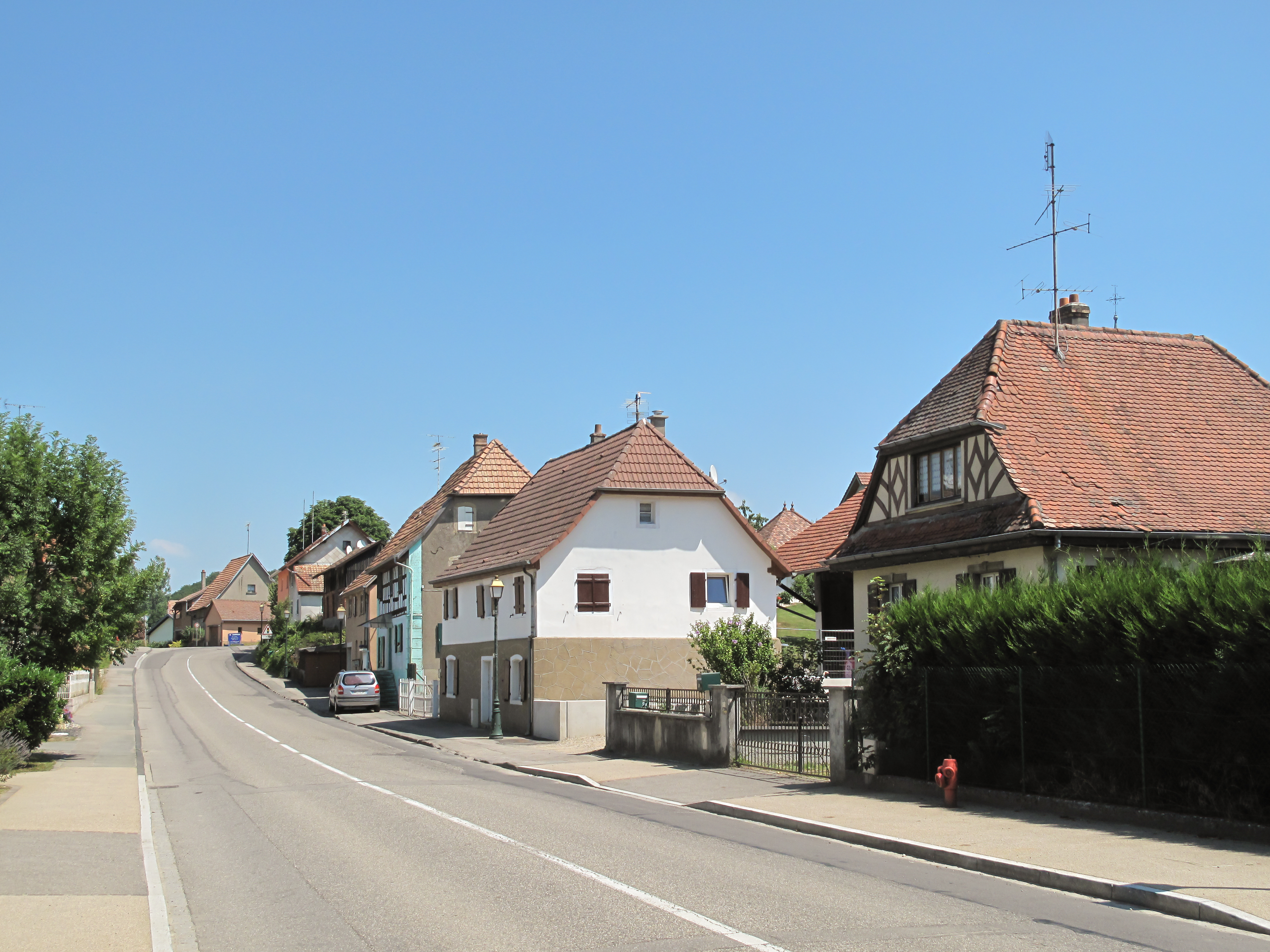
На улице